# Desa Bojongmanik (administrativ by i Indonesien, lat -6,56, long 105,90)
Desa Bojongmanik är en administrativ by i Indonesien.   Den ligger i provinsen Banten, i den västra delen av landet, 110 km väster om huvudstaden Jakarta.